# 1117 Reginita
1117 Reginita este un asteroid din centura principală, descoperit pe 24 mai 1927, de Josep Comas Solá.